# Fábio dos Santos Barbosa
Fábio dos Santos Barbosa (Campina Grande, 9 ottobre 1980) è un ex calciatore brasiliano, di ruolo centrocampista.

## Carriera
Cresciuto nell'Esporte Clube Santo André ha trascorso la maggior parte della sua carriera in Brasile, a parte una breve esperienza in Portogallo nel Nacional de Madeira. Torna in Europa nel gennaio del 2007, all'Olympique Lyonnais. Il 10 febbraio disputa il suo primo match nella Ligue 1 in Lione-FC Lorient e, dopo un inizio difficile, riesce a mettersi in mostra nell'autunno successivo. Nel gennaio del 2008 viene dato in prestito al San Paolo per ragioni personali, ma già durante l'estate successiva torna in Francia.
Il 14 maggio 2009 rescinde il contratto con l'Olimpique Lione.

Il 26 aprile 2010 ritorna al Cruzeiro.

## Palmarès

### Club
- Campionato paulista: 1

São Caetano: 2004
- Campionato Mineiro: 1

Cruzeiro: 2006
- Campionato francese: 1

Olympique Lione: 2006-2007
- Supercoppa francese: 1

Lione: 2007